# Головинка (Орловская область)
Головинка — посёлок в Верховском районе Орловской области. Входит в состав Васильевского сельского поселения. Население — 0 чел. (2010).

## География
Головинка находится в северо-восточной части области на Среднерусской возвышенности.
Часовой пояс
посёлок Головинка, как и вся Орловская область, находится в часовой зоне МСК (московское время). Смещение применяемого времени относительно UTC составляет +3:00.

## Население
| 2010 |
| ---- |
| 0    |

Национальный состав
Согласно результатам переписи 2002 года, в национальной структуре населения русские составляли 100 % от общей численности населения в 6 жителей.